# Mantas Armalis
Mantas Armalis (* 6. September 1992 in Plungė) ist ein litauischer Eishockeytorwart, der seit 2022 bei der Leksands IF aus der Svenska Hockeyligan unter Vertrag steht. Neben seiner sportlichen Karriere ist er auch als Model tätig.

## Karriere
Mantas Armalis wuchs in Schweden auf und gehörte der Jugendabteilung des Haninge HF an. In der Saison 2007/08 spielte er bei den U16-Junioren von Djurgårdens IF. Anschließend wechselte er zum Mora IK, für den er von 2009 bis 2012 in der J20 SuperElit, der höchsten Juniorenliga Schwedens, im Tor stand. In seiner ersten Senioren-Spielzeit wurde er an den Drittligisten Tranås AIF ausgeliehen. Die Spielzeit 2013/13 lief er für Mora in der HockeyAllsvenskan, der zweithöchsten schwedischen Spielklasse, auf. Im Sommer 2014 wechselte er zu Djurgårdens IF zurück, das gerade in die Svenska Hockeyligan aufgestiegen war. In den beiden Spielzeiten bei Djurgården wurde er in insgesamt 57 Spielen der höchsten schwedischen Spielklasse und neun Partien der Champions Hockey League eingesetzt.
Im April 2016 unterzeichnete er einen Einstiegsvertrag bei den San Jose Sharks aus der National Hockey League (NHL) und lief für deren Farmteam, die San Jose Barracuda, in der American Hockey League auf. Nach einem Jahr, in dem er ausschließlich in der AHL zum Einsatz kam, kehrte Armalis allerdings nach Europa zurück und schloss sich Dinamo Riga aus der Kontinentalen Hockey-Liga an. 2018 wechselte er wieder in die Svenska Hockeyligan, wo er vom Skellefteå AIK verpflichtet wurde.
Im März 2020 kehrte Armalis zur Djurgårdens IF zurück, als er einen Zweijahresvertrag unterzeichnete. Seit 2022 spielt er beim Ligakonkurrenten Leksands IF.

### International
Für Litauen nahm Armalis im Juniorenbereich an den U18-Junioren-Weltmeisterschaften der Division I 2009, als er zum besten Torhüter des Turniers gewählt wurde, und 2010 sowie den U20-Junioren-Weltmeisterschaften der Division I 2011 und der Division II 2012, als er mit der besten Fangstatistik (94,4 % gehaltene Schüsse) nicht nur als bester Torhüter des Turniers, sondern auch als bester Spieler seiner Mannschaft ausgezeichnet wurde, teil.
Für die litauische Herren-Nationalmannschaft spielte er in der Division I bei den Weltmeisterschaften 2011, 2012, 2013, 2014, 2015, 2018, 2019, 2022, 2023 und 2024. Dabei erreichte er 2013 und 2014 jeweils mit über 90 % die drittbeste Fangquote aller Torhüter der B-Gruppe der Division I und wurde 2014 auch zum besten Spieler seiner Mannschaft gewählt. Im Jahr 2015 erreichte er mit 93,8 % die beste Fangquote und wurde so auch zum besten Torhüter des Turniers der B-Gruppe der Division I gewählt. 2018 erreichte er jeweils hinter dem Esten Villem-Henrik Koitmaa die zweitbeste Fangquote und den zweitgeringsten Gegentorschnitt und wurde damit zu einem starken Rückhalt der Litauer beim erstmaligen Aufstieg aus der B- in die A-Gruppe der Division I. Dort wurde er dann 2022 mit der drittbesten Fangquote nach dem Slowenen Gašper Krošelj und dem Ungarn Miklós Rajna wiederum zum besten Torhüter gewählt. Auch 2024 – nun wieder in der B-Gruppe – wurde er (mit der drittbesten Fangquote nach den beide Ukrainern Eduard Sachartschenko und Bohdan Djatschenko) zum besten Torhüter des Turniers gewählt.
Zudem nahm er an den Qualifikationsturnieren zu den Olympischen Winterspielen 2014 im russischen Sotschi und 2018 im südkoreanischen Pyeongchang teil. Die litauische Mannschaft scheiterte dabei jedoch jeweils bereits in der ersten Qualifikationsrunde.

## Erfolge und Auszeichnungen
| - 2009 Bester Torwart der U18-Junioren-Weltmeisterschaft der Division I, Gruppe A - 2012 Bester Torwart der U20-Junioren-Weltmeisterschaft der Division II, Gruppe A - 2012 Höchste Fangquote bei der U20-Junioren-Weltmeisterschaft der Division II, Gruppe A - 2015 Bester Torwart der Weltmeisterschaft der Division I, Gruppe B | - 2015 Höchste Fangquote bei der Weltmeisterschaft der Division I, Gruppe B - 2018 Aufstieg in die Division I, Gruppe A, bei der Weltmeisterschaft der Division I, Gruppe B - 2022 Bester Torwart der Weltmeisterschaft der Division I, Gruppe A - 2024 Bester Torwart der Weltmeisterschaft der Division I, Gruppe B |

## Statistik
(Legende zur Torhüterstatistik: GP oder Sp = Spiele insgesamt; W oder S = Siege; L oder N = Niederlagen; T oder U oder OT = Unentschieden oder Overtime- bzw. Shootout-Niederlage; Min. = Minuten; SOG oder SaT = Schüsse aufs Tor; GA oder GT = Gegentore; SO = Shutouts; GAA oder GTS = Gegentorschnitt; Sv% oder SVS% = Fangquote; EN = Empty Net Goal; 1 Play-downs/Relegation; Kursiv: Statistik nicht vollständig)

## Persönliches
Armalis hat einen jüngeren Bruder (Julius, * 1997), der ebenfalls Eishockeytorhüter ist. Seine Eltern waren professionelle Orientierungsläufer und wanderten nach Schweden aus, als ihr erstgeborener Sohn vier Monate alt war. Neben seiner sportlichen Karriere ist Armalis als Model tätig, unter anderem für das Modeunternehmen Versace.